# Episodi di Amici per la pelle (prima stagione)
La prima stagione della serie televisiva Amici per la pelle è stata trasmessa in anteprima in Germania dalla ZDF tra il 28 ottobre 1992 e il 28 gennaio 1993.
| nº | Titolo originale                         | Titolo italiano | Prima TV Germania | Prima TV Italia |
| -- | ---------------------------------------- | --------------- | ----------------- | --------------- |
| 1  | Freunde fürs (Leben 1) - Nachfolger      |                 | 28 ottobre 1992   |                 |
| 2  | Freunde fürs (Leben 2) - Neuer Lebensmut |                 | 28 ottobre 1992   |                 |
| 3  | Herzensbrecher                           |                 | 31 ottobre 1992   |                 |
| 4  | Pillenglück                              |                 | 7 novembre 1992   |                 |
| 5  | Todestanz                                |                 | 14 novembre 1992  |                 |
| 6  | Liebeszauber                             |                 | 21 novembre 1992  |                 |
| 7  | Blinde Angst                             |                 | 28 novembre 1992  |                 |
| 8  | Teufelskreis                             |                 | 5 dicembre 1992   |                 |
| 9  | Rot oder schwarz                         |                 | 12 dicembre 1992  |                 |
| 10 | Karrierefieber                           |                 | 19 dicembre 1992  |                 |
| 11 | Hirngespinste                            |                 | 7 gennaio 1993    |                 |
| 12 | Hoffnungsschimmer                        |                 | 14 gennaio 1993   |                 |
| 13 | Prügelknabe                              |                 | 21 gennaio 1993   |                 |
| 14 | Hochzeitsnacht                           |                 | 28 gennaio 1993   |                 |